# Torre de Babel
|  | Aquest article tracta sobre la construcció mitològica. Vegeu-ne altres significats a «Torre de Babel (Brueghel)». |

Torre de Babel segons Pieter Brueghel el Vell, segle XVI

La torre de Babel fou, segons la Bíblia, un gran projecte que emprengueren els humans després del gran diluvi universal per construir una ciutat en vertical a Babel.

## Origen del nom
Babel ve del mot accadi Bāb-ili ('la porta de Déu'), on Bāb vol dir 'porta' i il 'déu' (ili, 'rebutjat'). Un altre significat bab-'el ('la ciutat de déu'). També és possible que fos anomenada així per Babilònia.

## Relat i interpretació catòlica
Aquests humans eren, doncs, els descendents de Noè i representaven la humanitat parlant d'una única llengua. Com que el cor dels humans era desobedient i malvat i en comptes d'adorar Déu es preocupaven només d'ells mateixos, llavors Déu va decidir frustrar aquest projecte. Va multiplicar el nombre de llengües perquè així no es poguessin comprendre entre ells i, per tant, haver d'aturar la construcció de la ciutat. La humanitat, després d'això, va haver de dispersar-se arreu del món.
Aquesta història es fa servir per a explicar l'existència de les llengües i de les ètnies, el perill de voler-se igualar a Déu, així com la necessitat de parlar-se, de comprendre's, per tal de dur a terme grans projectes.
Això no obstant, també es pot veure simplement com una temptativa dels humans de donar alguna explicació a l'existència d'ètnies i de llengües.

## Interpretació protestant
La història de la torre de Babel marca la clàusula del relat sobre l'origen del món que s'estén per tot el Gènesi.
Aquest relat està caracteritzat pel pecat i les seves "repercussions": com els relats de Caín i Abel o el diluvi universal, entre d'altres. Contràriament al relat de Caín i Abel, que estigmatitza els pecats des de comportaments individuals, o les unions dels àngels que varen suscitar el diluvi, l'aventura de la construcció de la torre de Babel és un pecat o comportament col·lectiu. En aquests dos casos, es tracta d'esdeveniments on la humanitat s'entén com la comunitat dels descendents d'Adam.
En el sentit de la història dels orígens, es tracta, doncs, de distingir el pecat col·lectiu d'una comunitat humana i de mostrar la condemna per part de Déu. Una condemna sense crida, sense intervenció de la gràcia. A partir d'aquesta frase: "el senyor els dispersà sobre tota la terra", el relat de la torre de Babel i els altres que tracten dels orígens s'obre al futur en el sentit que es planteja la qüestió de la relació entre els humans i Déu.

## Interpretació dels Testimonis de Jehovà
Per als Testimonis de Jehovà el que va passar a la Torre de Babel va ser un fet històric real i beneficiós per a la humanitat perquè si no hagués passat, els éssers humans podrien haver fet molt més de mal en molt menys de temps. El fet de voler unir-se amb un sol idioma i una religió falsa organitzada, hagués significat una acceleració caòtica dels esdeveniments negatius, cosa que portaria la humanitat a un ràpid estat desastrós sense que hi hagués temps perquè els propòsits de Déu s'haguessin complert de forma justa. El fet de confondre el llenguatge va significar la sobtada creació de llengües diferents que es van començar a parlar. La confusió va ser gran i en no entendre's per continuar amb els seus plans, van decidir dispersar-se. D'aquelles primeres llengües van sorgir totes les altres fins avui. Aquesta divisió va atenuar la rapidesa en què els éssers humans és dirigien cap a la decadència moral i la seva autodestrucció mentre Déu duia a terme el seu pla de restauració del paradís original sota el seu regne que aviat s'establirà a la terra.

## Inspiració sumèria
Hi ha altres mites anteriors sobre l'origen de les llengües amb intervenció divina. El més antic n'és el mite sumeri anomenat Enmerkar i el senyor d'Aratta. Enmerkar, llegendari fundador de la ciutat d'Uruk, tracta de conquerir la ciutat d'Aratta, situada a l'altiplà iranià, i busca l'ajuda de la dea Ishtar. Aquesta última li aconsella enviar un missatger per negociar amb el rei rival. Durant les negociacions, el missatger recita un mantra dedicat a Enki i aquest provoca la divisió de llengües.

## Representacions en l'art
Una de les més conegudes n'és l'obra Torre de Babel del pintor flamenc Pieter Brueghel el Vell.